# Exark
Exark (grekiska: exarchos, anförare) är en militär och kyrklig titel. 
Exarken var under den senare romerska kejsartiden en underordnad officer, senare officer i motsats till menig. Från Justinianus I:s tid (527–565) gavs titeln åt ledarna av stora militära expeditioner, och från slutet av 500-talet åt de bysantinska provinsståthållarna i Italien och Afrika; med Exarkatet avses i första hand de bysantinska områdena i Italien. På påve Gregorius den stores tid (omkring 600) användes den allmänt. 
Den italienske exarken residerade i Ravenna och hade titeln patricius et exarchus Italiæ. Han innehade både den militära och den civila myndigheten i sin provins, liksom han också gentemot kyrkan utövade kejsarens rätt att pröva biskopsvalen och bekräfta påvevalet. Den sistnämnda befogenheten övergick omkring 730 till Roms patricius et dux. Ämbetet bortföll när langobarderna erövrade Ravenna 751. I Afrika hade det under arabernas angrepp försvunnit redan 647. 
Inom den kyrkliga förvaltningen betecknade i den äldsta kyrkan titeln exark övermetropoliten över en av de dieceser som var organiserade som högre förvaltningsenheter över provinserna (Alexandria, Antiokia, Jerusalem, Konstantinopel, Efesos och Caesarea), men utbyttes för de fyra förstnämnda senare mot titeln patriark. Det bulgariska exarkatet existerade 1870–1950. Sedan 1900-talet är titel främst förekommande i de ortodoxa kyrkorna.